# Pachalik (Maroc)
Pour les articles homonymes, voir Pachalik.
Un pachalik est, de nos jours au Maroc, une circonscription administrative déconcentrée de l'État au niveau urbain, qui constitue une sous-préfecture. Le terme « pachalik » désigne aussi le siège des bureaux de l'administration préfectorale ou provinciale, placée sous l'autorité d'un pacha,.
Il peut chapeauter d'autres circonscriptions déconcentrées : des districts et des arrondissements urbains — qu'il ne faut pas confondre avec les arrondissements des villes de plus de 500 000 habitants, qui sont des « sous-entités décentralisées ». Ainsi, dans la préfecture d'Oujda-Angad (qui, sur le plan de la décentralisation, comporte parmi ses communes trois communes urbaines ou municipalités : Oujda, Bni Drar et Naïma), il existe trois pachaliks :
- le pachalik d'Oujda, qui comprend quatre districts dans lesquels sont répartis 15 arrondissements urbains ;
- le pachalik de Bni Dar ;
- le pachalik de Naïma[4].

Début 2008, avant le dernier découpage communal de la même année, il existait 199 pachaliks.